# Jane B. per Agnès V.
Jane B. per Agnès V. (títol original en francès, Jane B. par Agnès V.) és una pel·lícula assagística francesa de 1988 dirigida per Agnès Varda i protagonitzada per l'actriu francoanglesa Jane Birkin. La pel·lícula va ser concebuda quan Birkin va admetre a Varda que estava aprensiva de complir els 40 i Varda li va dir que era una edat preciosa i el moment perfecte per fer un retrat de la vida de Birkin. S'ha subtitulat al català.
La pel·lícula barreja entrevistes a Birkin sobre la seva vida, amb petites vinyetes on interpreta papers que ella o Varda estan interessats a veure-la interpretar.